# Dariusz Jabłoński (lutte)
Pour les articles homonymes, voir Dariusz Jabłoński.
Dariusz Jabłoński est un lutteur polonais né le 28 avril 1973 à Chełm.

## Palmarès

### Championnats du monde
- Médaille d'or en 2003 à Créteil (France).

### Championnats d'Europe
- Médaille d'or en 1997.
- Médaille d'argent en 1999.
- Médaille de bronze en 2001.
- Médaille de bronze en 2002.